# 在日サモア人
在日サモア人（ざいにちサモアじん）は、日本に一定期間在住するサモア国籍の人々である。

## 統計
日本の法務省の在留外国人統計によると、2018年6月末時点で在日サモア人は73人である。
在留資格別（3位まで）
| 順位 | 在留資格 | 人数 |
| ---- | -------- | ---- |
| 1    | 永住者   | 28   |
| 2    | 留学     | 25   |
| 3    | 研修     | 10   |

都道府県別（3位まで）
| 順位 | 都道府県 | 人数 |
| ---- | -------- | ---- |
| 1    | 大分     | 11   |
| 2    | 千葉     | 10   |
| 3    | 東京     | 6    |
| 3    | 静岡     | 6    |

## 著名人
- 南海龍太郎
- サム・カレタ
- レオ・ラファイアリ
- ファアティンガ・レマル
- エケロマ・ルアイウヒ
- セイララ・マプスア
- トゥシ・ピシ
- アリシ・トゥプアイレイ
- ラファエレティモシー